# Шемякин, Джон Александрович
Джон Алекса́ндрович Шемя́кин (род. 18 октября 1969, Могилёв) — русский писатель, историк, блогер, предприниматель, коллекционер монет.

## Биография
По отцу, Дж. Ф. Гиллиланду, шотландец. По матери, Людмиле Шемякиной, камчадал. Окончив в 1991 году исторический факультет Куйбышевского (Самарского) государственного университета, несколько лет преподавал на кафедре всеобщей истории родного факультета. В 1997 году возглавил Управление по связям с общественностью мэрии Самары. В 1998 году был назначен заместителем главы администрации города Самары. С 2002 года — предприниматель. Опубликовал в издательстве «АСТ» несколько книг. В 2017 году был главным консультантом художественного фильма реж. А. А. Смирновой «История одного назначения». Выступил в качестве сценариста фильма Н. Н. Михалковой «One Mango, Please», который вошёл в конкурсную программу фестивалей «Кинотавр 2020» (программа «Короткий метр») и «День короткометражного кино» и был удостоен премии «Золотой орёл» за лучший короткометражный фильм года. Принимал участие в работе над сценарием сериала «Вертинский», где также снялся в роли второго плана. Также занимается публицистикой.
Хобби: нумизматика, атрибуция картин середины XVIII — конца XIX веков, музыка барокко, сценарное консультирование.

## Семья
Женат, пятеро детей.